# Костюхин, Григорий Васильевич
Григорий Васильевич Костюхин (1907, Москва — 1991, Москва) — советский живописец, график, член объединения «Путь живописи».

## Биография
С 1920 по 1925 год обучается в Государственной школе печатного дела ИЗО Наркомпроса при Первой образцовой типографии под руководством С. Герасимова, М. Доброва, Л. Жегина, М. Родионова, И. Чернышова.

С 1925 года работает художником-хромолитографом в Первой Образцовой типографии.

С 1926 по 1930 год становится членом творческого объединения московских художников «Путь живописи». И с 1927 года принимает участие во всех трёх выставках, проведённых за годы существования группы:
- 1927 г. — первая выставка картин и рисунков Москве;
- 1928 г. — выставка объединения «Путь живописи» в Париже;
- 1930 г. — вторая выставка картин и рисунков в Москве.

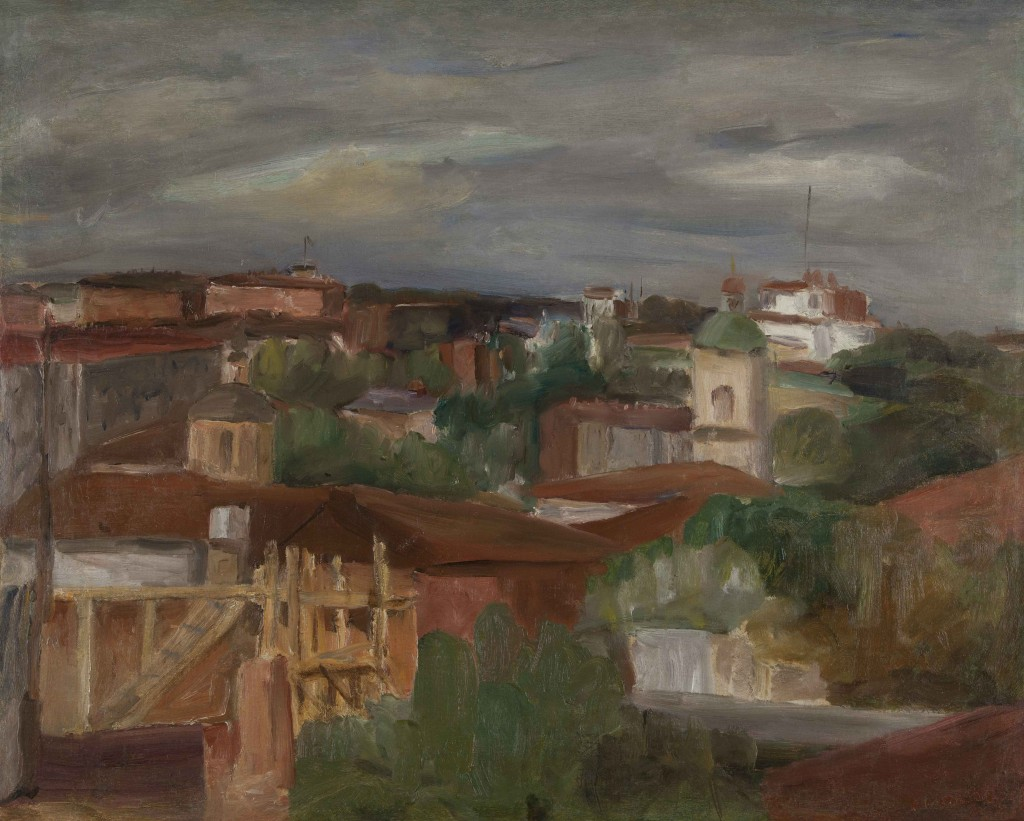
1